# .lv
.lv (Inglês: Latvia) é o código TLD (ccTLD) na Internet para a Letónia. Foi introduzido em 29 de abril de 1993, dois anos após a independência do país.
O registro é permitido no segundo nível, e essa é a forma de registro atualmente incentivada pelo registro; no entanto, os registros também são aceitos no terceiro nível, em vários subdomínios:
- .com.lv - entidades comerciais
- .edu.lv - instituições educacionais
- .gov.lv - entidades governamentais e semigovernamentais.
- .org.lv - várias formas de grupos de afiliação
- .mil.lv - entidades de defesa/militares da Letônia
- .id.lv - indivíduos
- .net.lv - provedores de infraestrutura de rede
- .asn.lv - associações
- .conf.lv - conferências e exposições que exigem conectividade de Internet de curta duração